# Repêchage de la Ligue majeure de baseball 2011
2010 2012
Le repêchage de la Ligue majeure de baseball 2011 se tient du 6 au 8 juin 2011 à Secaucus (New Jersey) aux États-Unis. Les Pirates de Pittsburgh héritent du premier choix et sélectionnent le lanceur droitier Gerrit Cole.

## Premier tour de sélection
L'ordre du repêchage 2011 est déterminé par les classements de la saison 2010. La moins bonne formation choisit la première.
| Rang | Joueur              | Équipe MLB                | Poste            | Provenance                                              |
| ---- | ------------------- | ------------------------- | ---------------- | ------------------------------------------------------- |
| 1    | Gerrit Cole         | Pirates de Pittsburgh     | Lanceur droitier | Université de Californie à Los Angeles                  |
| 2    | Danny Hultzen       | Mariners de Seattle       | Lanceur gaucher  | Université de Virginie, Charlottesville, Virginie       |
| 3    | Trevor Bauer        | Diamondbacks de l'Arizona | Lanceur droitier | Université de Californie à Los Angeles                  |
| 4    | Dylan Bundy         | Orioles de Baltimore      | Lanceur droitier | Owasso HS (Owasso, Oklahoma)                            |
| 5    | Bubba Starling      | Royals de Kansas City     | Voltigeur        | Gardner-Edgerton HS (Gardner, Kansas)                   |
| 6    | Anthony Rendon      | Nationals de Washington   | Troisième but    | Université Rice (Houston, Texas)                        |
| 7    | Archie Bradley      | Diamondbacks de l'Arizona | Lanceur droitier | Broken Arrow HS (Broken Arrow, Oklahoma)                |
| 8    | Francisco Lindor    | Indians de Cleveland      | Arrêt-court      | Montverde HS (Montverde, Floride)                       |
| 9    | Javier Báez         | Cubs de Chicago           | Arrêt-court      | Arlington Country Day School (Jacksonville, Floride)    |
| 10   | Cory Spangenberg    | Padres de San Diego       | Deuxième but     | Indian River Community College (Fort Pierce, Floride)   |
| 11   | George Springer     | Astros de Houston         | Voltigeur        | Université du Connecticut (Storrs, Connecticut)         |
| 12   | Taylor Jungmann     | Brewers de Milwaukee      | Lanceur droitier | Université du Texas à Austin                            |
| 13   | Brandon Nimmo       | Mets de New York          | Voltigeur        | East High School (Cheyenne, Wyoming)                    |
| 14   | José Fernández      | Marlins de la Floride     | Lanceur droitier | Braulio Alonso HS (Tampa, Floride)                      |
| 15   | Jed Bradley         | Brewers de Milwaukee      | Lanceur gaucher  | Georgia Institute of Technology (Atlanta, Géorgie)      |
| 16   | Chris Reed          | Dodgers de Los Angeles    | Lanceur gaucher  | Université Stanford (Palo Alto, Californie)             |
| 17   | C. J. Cron          | Angels de Los Angeles     | Premier but      | Université de l'Utah (Salt Lake City, Utah)             |
| 18   | Sonny Gray          | Athletics d'Oakland       | Lanceur droitier | Vanderbilt University (Nashville, Tennessee)            |
| 19   | Matt Barnes         | Red Sox de Boston         | Lanceur droitier | Université du Connecticut                               |
| 20   | Tyler Anderson      | Rockies du Colorado       | Lanceur gaucher  | Université d'Oregon (Eugene, Oregon)                    |
| 21   | Tyler Beede         | Blue Jays de Toronto      | Lanceur droitier | Lawrence Academy (Groton, Massachusetts)                |
| 22   | Kolten Wong         | Cardinals de Saint-Louis  | Deuxième but     | Université d'Hawaï à Mānoa                              |
| 23   | Alex Meyer          | Nationals de Washington   | Lanceur droitier | Université du Kentucky (Lexington, Kentucky)            |
| 24   | Taylor Guerrieri    | Rays de Tampa Bay         | Lanceur droitier | Spring Valley HS (Columbia, Caroline du Sud)            |
| 25   | Joe Ross            | Padres de San Diego       | Lanceur droitier | Bishop O'Dowd HS (Oakland, Californie)                  |
| 26   | Blake Swihart       | Red Sox de Boston         | Receveur         | V Sue Cleveland HS (Rio Rancho, Nouveau-Mexique)        |
| 27   | Robert Stephenson   | Reds de Cincinnati        | Lanceur droitier | Alhambra HS (Martinez, Californie)                      |
| 28   | Sean Gilmartin      | Braves d'Atlanta          | Lanceur gaucher  | Université d'État de Floride à Tallahassee              |
| 29   | Joe Panik           | Giants de San Francisco   | Arrêt-court      | Saint John's University (New York)                      |
| 30   | Levi Michael        | Twins du Minnesota        | Arrêt-court      | Université de Caroline du Nord à Chapel Hill            |
| 31   | Mikie Mahtook       | Rays de Tampa Bay         | Voltigeur        | Université d'État de Louisiane à Bâton-Rouge            |
| 32   | Jake Hager          | Rays de Tampa Bay         | Arrêt-court      | Sierra Vista HS (Las Vegas, Nevada)                     |
| 33   | Kevin Matthews      | Rangers du Texas          | Lanceur gaucher  | Richmond Hill HS (Richmond Hill, Géorgie)               |
| 34   | Brian Goodwin       | Nationals de Washington   | Voltigeur        | Miami Dade South CC (Miami, Floride)                    |
| 35   | Jacob Anderson      | Blue Jays de Toronto      | Voltigeur        | Chino HS (Chino, Californie)                            |
| 36   | Henry Owens         | Red Sox de Boston         | Lanceur gaucher  | Edison HS (Huntington Beach, Californie)                |
| 37   | Zachary Cone        | Rangers du Texas          | Voltigeur        | Université de Géorgie à Athens                          |
| 38   | Brandon Martin      | Rays de Tampa Bay         | Arrêt-court      | Santiago HS (Corona, Californie)                        |
| 39   | Larry Greene        | Phillies de Philadelphie  | Voltigeur        | Berrien County HS (Nashville, Géorgie)                  |
| 40   | Jackie Bradley      | Red Sox de Boston         | Voltigeur        | Université de Caroline du Sud à Columbia                |
| 41   | Tyler Goeddel       | Rays de Tampa Bay         | Troisième but    | St. Francis HS (Mountain View, Californie)              |
| 42   | Jeff Ames           | Rays de Tampa Bay         | Lanceur droitier | Lower Columbia College (Longview, Washington)           |
| 43   | Andrew Chafin       | Diamondbacks de l'Arizona | Lanceur gaucher  | Université d'État de Kent (Kent, Ohio)                  |
| 44   | Michael Fulmer      | Mets de New York          | Lanceur droitier | Deer Creek HS (Edmond, Oklahoma)                        |
| 45   | Trevor Story        | Rockies du Colorado       | Arrêt-court      | Irving HS (Irving, Texas)                               |
| 46   | Joe Musgrove        | Blue Jays de Toronto      | Lanceur droitier | Grossmont HS (El Cajon, Californie)                     |
| 47   | Keenyn Walker       | White Sox de Chicago      | Voltigeur        | Central Arizona College (Coolidge, Arizona)             |
| 48   | Michael Kelly       | Padres de San Diego       | Lanceur droitier | West Boca Raton Community HS (West Boca Raton, Floride) |
| 49   | Kyle Crick          | Giants de San Francisco   | Lanceur droitier | Sherman HS (Sherman, Texas)                             |
| 50   | Travis Harrison     | Twins du Minnesota        | Deuxième but     | Tustin HS (Tustin, Californie)                          |
| 51   | Dante Bichette, Jr. | Yankees de New York       | Troisième but    | Orangewood Christian HS (Orlando, Floride)              |
| 52   | Blake Snell         | Rays de Tampa Bay         | Lanceur gaucher  | Shorewood HS (Shoreline, Washington)                    |
| 53   | Dwight Smith        | Blue Jays de Toronto      | Voltigeur        | McIntosh HS (McIntosh, Géorgie)                         |
| 54   | Brett Austin        | Padres de San Diego       | Receveur         | Providence HS (Charlotte, Caroline du Nord)             |
| 55   | Hudson Boyd         | Twins du Minnesota        | Lanceur droitier | Bishop Verot HS (Fort Myers, Floride)                   |
| 56   | Kes Carter          | Rays de Tampa Bay         | Voltigeur        | Western Kentucky University (Bowling Green, Kentucky)   |
| 57   | Kevin Comer         | Blue Jays de Toronto      | Lanceur droitier | Seneca HS (Tabernacle, New Jersey)                      |
| 58   | Jace Peterson       | Padres de San Diego       | Arrêt-court      | McNeese State University (Lac Charles, Louisiane)       |
| 59   | Grayson Garvin      | Rays de Tampa Bay         | Lanceur gaucher  | Université Vanderbilt (Nashville, Tennessee)            |
| 60   | James Harris        | Rays de Tampa Bay         | Voltigeur        | Technical HS (Oakland, Californie)                      |

## Compensations
1. ↑  Compensation pour le choix non signé en 2010 Barret Loux
2. ↑  Compensation pour le choix non signé en 2010 Karsten Whitson
3. ↑  Compensation pour le choix non signé en 2010 Dylan Covey
4. ↑  Tour prévu des Tigers de Détroit ; Compensation pour la perte de l'agent libre de type A Víctor Martínez
5. ↑  Tour prévu des White Sox de Chicago ; Compensation pour la perte de l'agent libre de type A Adam Dunn
6. ↑  Tour prévu des Red Sox de Boston ; Compensation pour la perte de l'agent libre de type A Carl Crawford
7. ↑  Tour prévu des Rangers du Texas ; Compensation pour la perte de l'agent libre de type A Adrian Beltre
8. ↑  Tour prévu des Yankees de New York ; Compensation pour la perte de l'agent libre de type A Rafael Soriano
9. ↑  Tour prévu des Phillies de Philadelphie ; Compensation pour la perte de l'agent libre de type A Cliff Lee
10. ↑  Compensation pour la perte de l'agent libre de type A Adam Dunn
11. ↑  Compensation pour la perte de l'agent libre de type A Scott Downs
12. ↑  Compensation pour la perte de l'agent libre de type A Víctor Martínez
13. ↑  Compensation pour la perte de l'agent libre de type A Cliff Lee
14. ↑  Compensation pour la perte de l'agent libre de type A Carl Crawford
15. ↑  Compensation pour la perte de l'agent libre de type A Jayson Werth
16. ↑  Compensation pour la perte de l'agent libre de type A Adrian Beltre
17. ↑  Compensation pour la perte de l'agent libre de type A Grant Balfour
18. ↑  Compensation pour la perte de l'agent libre de type A Rafael Soriano
19. ↑  Compensation pour la perte de l'agent libre de type B Adam LaRoche
20. ↑  Compensation pour la perte de l'agent libre de type B Pedro Feliciano
21. ↑  Compensation pour la perte de l'agent libre de type B Octavio Dotel
22. ↑  Compensation pour la perte de l'agent libre de type B John Buck
23. ↑  Compensation pour la perte de l'agent libre de type B J. J. Putz
24. ↑  Compensation pour la perte de l'agent libre de type B Jon Garland
25. ↑  Compensation pour la perte de l'agent libre de type B Juan Uribe
26. ↑  Compensation pour la perte de l'agent libre de type B Jesse Crain
27. ↑  Compensation pour la perte de l'agent libre de type B Javier Vázquez
28. ↑  Compensation pour la perte de l'agent libre de type B Joaquín Benoit
29. ↑  Compensation pour la perte de l'agent libre de type B Miguel Olivo
30. ↑  Compensation pour la perte de l'agent libre de type B Yorvit Torrealba
31. ↑  Compensation pour la perte de l'agent libre de type B Orlando Hudson
32. ↑  Compensation pour la perte de l'agent libre de type B Randy Choate
33. ↑  Compensation pour la perte de l'agent libre de type B Kevin Gregg
34. ↑  Compensation pour la perte de l'agent libre de type B Kevin Correia
35. ↑  Compensation pour la perte de l'agent libre de type B Brad Hawpe
36. ↑  Compensation pour la perte de l'agent libre de type B Chad Qualls